# إغوانيات
الإغوانيات (الاسم العلمي: Iguania) هي تحت رتبة من الزواحف تتبع رتيبة السحالي من رتبة الحرشفيات.

## التصنيف
- الإغوانية
  - الإغواناوات
    - الإغوانة